# Karl Eymann
Karl Eymann (* 29. Februar 1888 in Langmeil/Pfalz; † 22. Oktober 1962 in Kirchheimbolanden) war ein deutscher Ingenieur.

## Leben
Eymann wurde im Dreikaiserjahr in Langmeil/Kreis Kaiserslautern geboren und besuchte in Kaiserslautern die Realschule und anschließend die Oberrealschule, die er 1907 mit dem Abitur verließ. Zum Wintersemester 1907/08 begann er an der Universität München ein Studium des Maschinenbauwesens, gleichzeitig schloss er sich dem Corps Germania an, dessen Mitglied er zeitlebens geblieben ist.
Nach der mit Auszeichnung bestandenen Diplomprüfung war Eymann Assistent an der 1910 neu gegründeten TH Breslau.
1913 promovierte er mit Auszeichnung zum Dr.-Ing. und trat im Oktober 1913 bei der Badischen Anilin- & Sodafabrik in Ludwigshafen als Maschineningenieur ein. 1923 wurde er Oberingenieur und Prokurist, 1931 Leiter der technischen Abteilung der damaligen I.G. Farbenindustrie AG und 1937 Direktor dieses Unternehmens. Zum 1. Januar 1952 schied Eymann aus der Geschäftsleitung der BASF aus und trat in den Ruhestand. Er gehörte dem Verein Deutscher Ingenieure (VDI) mit der Mitgliedsnummer 13079 an.
Da Eymann zur Glaubensgemeinschaft der Mennoniten gehörte, leistete er im Ersten Weltkrieg keinen Militärdienst.

## Ehrungen
Als einem der ersten wurde Eymann 1953 die DECHEMA-Medaille verliehen.